# SS-N-16
SS-N-16 スタリオン（SS-N-16 Stallion）はソ連海軍およびロシア海軍において運用されている対潜ミサイルに対するNATO報告名。実際には、RPK-6 ヴォドパッド（RPK-6 Vodopad, ロシア語: РПК-6 Водопад, "waterfall")およびRPK-7 ヴェテル（RPK-7 Veter (ロシア語: РПК-7 Ветер, "wind")という2種の異なるミサイルを混同して付与されていた。
これら2つのミサイルはロメオ型（633号計画）潜水艦の改造艦で試験しつつ開発された。RPK-6 ヴォドパッドは533mm魚雷発射管から運用され、1981年から配備された。RPK-7は650mm魚雷発射管から運用され、1984年から配備された。ヴィクター2型（671RT号計画型）およびアルファ型（705K号計画）以降の原子力潜水艦に搭載された。
これら2種のミサイルは異なるものだったが、西側では混同されて単一のSS-N-16 スタリオンというNATO報告名を付与されていた。
いずれのミサイルも魚雷発射管から発射され、深度から200メートルから発射でき、発射固体燃料ロケットで水上に射ち出される。いずれのミサイルも400mm対潜短魚雷または核爆雷を装備し、対潜・対水上両用である。
RPK-7の射程は約100kmに達し、その半分程度の射程を持つに過ぎなかった前任のSS-N-15に対し、際立った向上を示した。
しかし、100kmに達するRPK-7の射程は当時のソ連潜水艦のソナーの探知能力を超えており、潜水艦外部のセンサーの支援を受けることがおそらく考慮されていた。

## 仕様 (RPK-7 Veter)
- 射程: 100 km (55 nmi)
- 弾頭: 核爆雷または400 mm対潜魚雷
- 誘導方式: 慣性誘導

## 運用者
ソビエト連邦
- ソ連海軍

 ロシア
- ロシア海軍